# Kazım Koyuncu
Kazım Koyuncu (Hopa, provincia de Artvin, Turquía, 7 de noviembre de 1971–Estambul, 25 de junio de 2005) fue un compositor e intérprete de música folk-rock turco, conocido además como activista político.
De etnia laz, Koyuncu grabó canciones en varias de las lenguas habladas en la costa nororiental del Mar Negro, así como en el dialecto turco de la región. Fundó en 1993 el grupo Zuğaşi Berepe (en laz, "Los Niños del Mar"), del que fue cantante. Tras la disolución del grupo grabó dos álbumes en solitario, Viya! (2001) y Hayde (2004), que alcanzaron un gran éxito en Turquía y en Georgia. Falleció en 2005 de cáncer. 
Es famoso por haber cantado, aparte de en turco, en laz. En sus álbumes se encuentran, sin embargo, temas en otras lenguas, como armenio, homshetsi, georgiano y megreliano. Además de su carrera musical, es notable por su implicación en causas como la defensa del medio ambiente. Se opuso activamente a la construcción de una central nuclear en Sinop, en la costa del Mar Negro. 

## Discografía

### Con Zuğaşi Berepe
- 1995: Va Mişkunan ("No sabemos" en laz)
- 1998: İgzas ("Te vas" en laz)
- 1998: Brüksel Live

### Con Grup Dinmeyen
- 1992: Sisler Bulvarı

### En solitario
- 2001: Viya!
- 2004: Hayde
- 2006: Dünyada Bir Yerdeyim (posthumously released)